# Der Dritte
Der Dritte è un film del 1972 diretto da Egon Günther.